# Happiness in Slavery
Singles de Nine Inch Nails
Sin
(1990) Wish
(1993)
Happiness in Slavery est une chanson du groupe américain Nine Inch Nails. Elle est disponible sur l'EP intitulé Broken ainsi qu'en vinyle promotionnel de 12" paru en novembre 1992.
Le groupe a joué ce titre lors du festival de Woodstock en 1994 et remporta en 1996 le Grammy Award for Best Metal Performance.

## Le clip
Dans le clip de Happiness In Slavery, l'artiste Bob Flanagan se lave de façon rituelle puis retire ses vêtements avant d'être attaché, puis torturé à mort par une machine. Pendant ce temps, Trent Reznor observe et hurle les paroles de la musique derrière une porte en métal qui s'ouvre à la fin de la vidéo. Trent pénètre alors de lui-même dans la pièce. Cette vidéo a été largement proscrite. 
Cette vidéo est disponible sur la double VHS Closure et sur le film, jamais publié, Broken Movie.

## Liste des chansons
- A1 · "Happiness In Slavery" (version Fixed) (6:09)
- A2 · "Happiness In Slavery" (Sherwood Slave remix) (2:17)
- B1 · "Happiness In Slavery" (PK Slavery remix) (5:41)
- B2 · "Happiness In Slavery" (version Broken) (5:21)

Un CD promotionnel contenant uniquement la piste telle qu'elle apparaît sur l'EP Broken a aussi publié.